# Flugplatz Dangriga

i7
i11
i13
Der Flugplatz Dangriga (IATA-Code: DGA, ICAO-Code: MZPB) ist ein Flugplatz nördlich von Dangriga im Stann Creek District in Belize.